# Туранський Олексій Михайлович
Олексі́й Миха́йлович Туранський (†1716) — український військовий та державний діяч в добу Гетьманщини, дипломат, глухівський сотник (1699-1709 рр.), генеральний суддя (1709-1716 рр.) Війська Запорізького Городового (Гетьманщини) в уряді Гетьмана Івана Скоропадського. До війни з Московщиною (1708-1711) - один із конфідентів Гетьмана України Іоанна Мазепи. 

## Біографія
Вперше згадується як студент Києво-Могилянської колегії, в якій на високому рівні опанував латинську мову. Очевидно, там він зблизився з гетьманом, який «у него всегда детей крещивал».
Відзначився у військових походах. У царській грамоті від 24 червня 1688 схвально згадувалися його «и скорие, и знатние посилки, и за чигирьінское осадное седение». Під командуванням Івана Обидовського він на «службах в Лифляндии бил же».
1689 значний військовий товариш Олексій Туранський поспішав як посланець Івана Мазепи до Москви з повідомленням, «что неприятельских людей на Зеленой и Черной долине и на Колончаку — побили и с поля сбили, и загнали в Крым». У березні 1690 Туранський знову виконував відповідальне доручення Гетьмана — за царською вказівкою доставляв російських кріпаків-втікачів «з семями, и з их животами, знову в Терни». Також маємо відомості, що 22 червня 1703 Іван Мазепа послав глухівського сотника у похідну канцелярію в Шлотбург, аби він подав царю статті про те, як бути, якщо турки побажають встановити між Туреччиною та Московією кордон тощо.
Універсалом від 2 березня 1701 Гетьман доручив Олексію Туранському здійснити «перебор лучшим», тобто ревізувати бойовий склад Глухівської, Коропської та Вороніжської сотень. Після цього вони мали бути під його зверхністю:
| «з тим виборним и переборным товариством завше, когда зайдет наш ордынанс, куда на монаршую службу рушати, без всякого отлагателства з дому рушивши, на назначеное містце спішно простовал; подлинное зась товариство, в домах оставатися маючеє, повинно будет тому вьіборнійшому товариству всякое всегда до подему належитое чинити вспомагателство по его, пана сотника, раземотрению и предложению». |
За свою службу отримав у володіння села Імшане, Богданівку, Дем'янку, хутори, слобідки Собичеве, Туранівку, Цилюрківщину, Веремїївку. Ці солідні надання підтверджують особливе ставлення Гетьмана до свого побратима.
Опікувався церковними ділами, як і більшість старшин доби Івана Мазепи. За виготовлення у Москві цінного Євангелія він заплатив у 1704 100 рублів і 20 гривень. На зворотному боці обкладинки майстер викарбував його напис:
| «Аз многорішньїй раб Божий Алексій Михайлович Туранский, на той час сотник Глуховский, властным своим коштом и накладом сие евангелие справил и надал до храму св. живон. Троицы, соборной глуховской, за здравие и отпущение гріхов своих и малжонки своей Марии и потомства своего м. Алексия, м. Демьяна, Васю, Анны, Анастасию в живых, и за преставившихся Михаила, Васю и родителей» |
31 жовтня 1708 Глухів московські опупаційні підрозділи під командуванням найманого генерал-лейтенанта Я. Брюса сповіщали Петра Романова про обстановку в місті:
| «...Токмо не гораздо приятен их приход был старшине здешней, а наипаче всех здешному сотнику, которой поехал к господину фелтмаршалу Шереметьеву купно с Четвертинским князем. И сказывают многие здешные жители, что он весма мазепиной партии». |
Однак Олексій Туранський у зв'язку з тим, що його сім'я перебувала у Глухові, а він не мав зв'язку з Урядом Гетьманщини, змушений був скоритися окупантові. З листопада 1708 приймав із старшиною у місті полковників Івана Скоропадського, Павла Полуботка та інших старшин, яких угода зі Швецією застала зненацька у московському таборі. Цікаво, що Іван Скоропадський, який був відданий Івану Мазепі, належав до його довірників, невдовзі призначив Олексія Туранського Генеральним Суддею. На цьому уряді останній пропрацював аж до своєї смерті 1716.